# Shoreham-by-Sea
Shoreham-by-Sea es una ciudad costera del Reino Unido, perteneciente al condado de Sussex Occidental en el Sureste de Inglaterra.

## Geografía
Shoreham-by-Sea se encuentra en el Distrito de Adur, junto a la desembocadura del río homónimo en el Canal de La Mancha. El entorno natural al norte de la localidad forma parte del parque nacional de South Downs, mientras que el núcleo urbano se encuentra dentro de la aglomeración urbana formada por las ciudades de Brighton y Worthing. La ciudad tiene una población de 48.487 habitantes según el censo de 2011.

## Historia
Aunque existen vestigios anteriores a la época Romana, la actual localidad tiene origen normándo. Shoreham-by-Sea se encuentra en un lugar estratégico, junto al Canal de la Mancha, en la desembocadura del Río Adur, lo que facilitó a los conquistadores normandos un espacio idóneo para la construcción de un pequeño puerto comercial a finales del siglo XI. De esta época queda como testigo la Iglesia de Santa María de Haura.

## Ciudades hermanas
- Żywiec, Polonia
- Riom, Francia